# Surveyorprogrammet

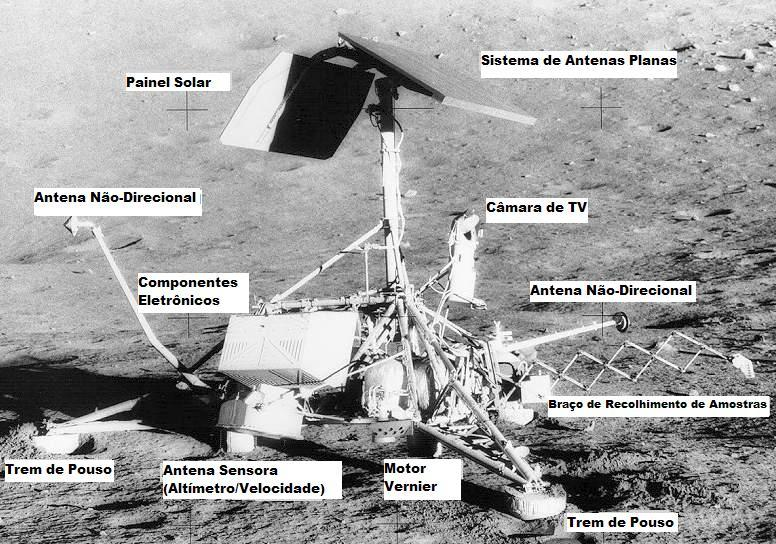
Foto på Surveyor 3, tagen av astronauter från Apollo 12.

Surveyorprogrammet (engelska: Surveyor Program) var ett NASA-program som skickade sju obemannade rymdsonder till månens yta mellan år 1966 och 1969. Det främsta målet var att visa att mjuka landningar på månen var möjliga. Programmet utfördes av NASA:s Jet Propulsion Laboratory (JPL) som förberedelse för Apolloprogrammet. Farkosterna är fortfarande kvar på månen, inget av uppdragen inkluderade en återfärd till jorden. Vissa delar av Surveyor 3 hämtades dock hem av Apollo 12. Dess kamera finns utställd på National Air and Space Museum.

## Målsättning

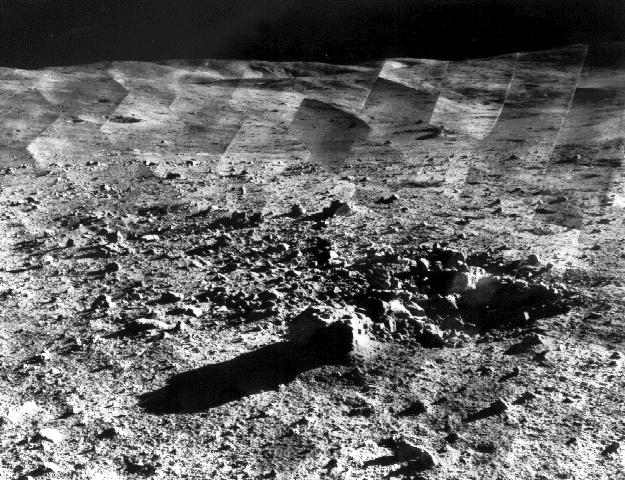
Landningsplatsen för Sureyor 7.

Utöver huvudsyftet att visa att det var genomförbart att utföra mjuka landningar på månen skulle även en rad andra experiment genomföras. Rymdfarkosternas förmåga att ändra färdriktning under resan mot månen visades och landarna bar instrument som användes för att bedöma lämpligheten för bemannade landningar. Flera av Surveyorfarkosterna hade robotarmar försedda med spadar för att testa markens egenskaper. Före detta projekt var det okänt hur djupt lagret med stoft på månen var, om det var för djupt så skulle en bemannad landning inte kunna genomföras. Surveyorprogrammet visade att dessa landningar var möjliga. Vissa av landarna hade också instrument som undersökte de kemiska egenskaperna hos materian på marken. 

## Uppdrag

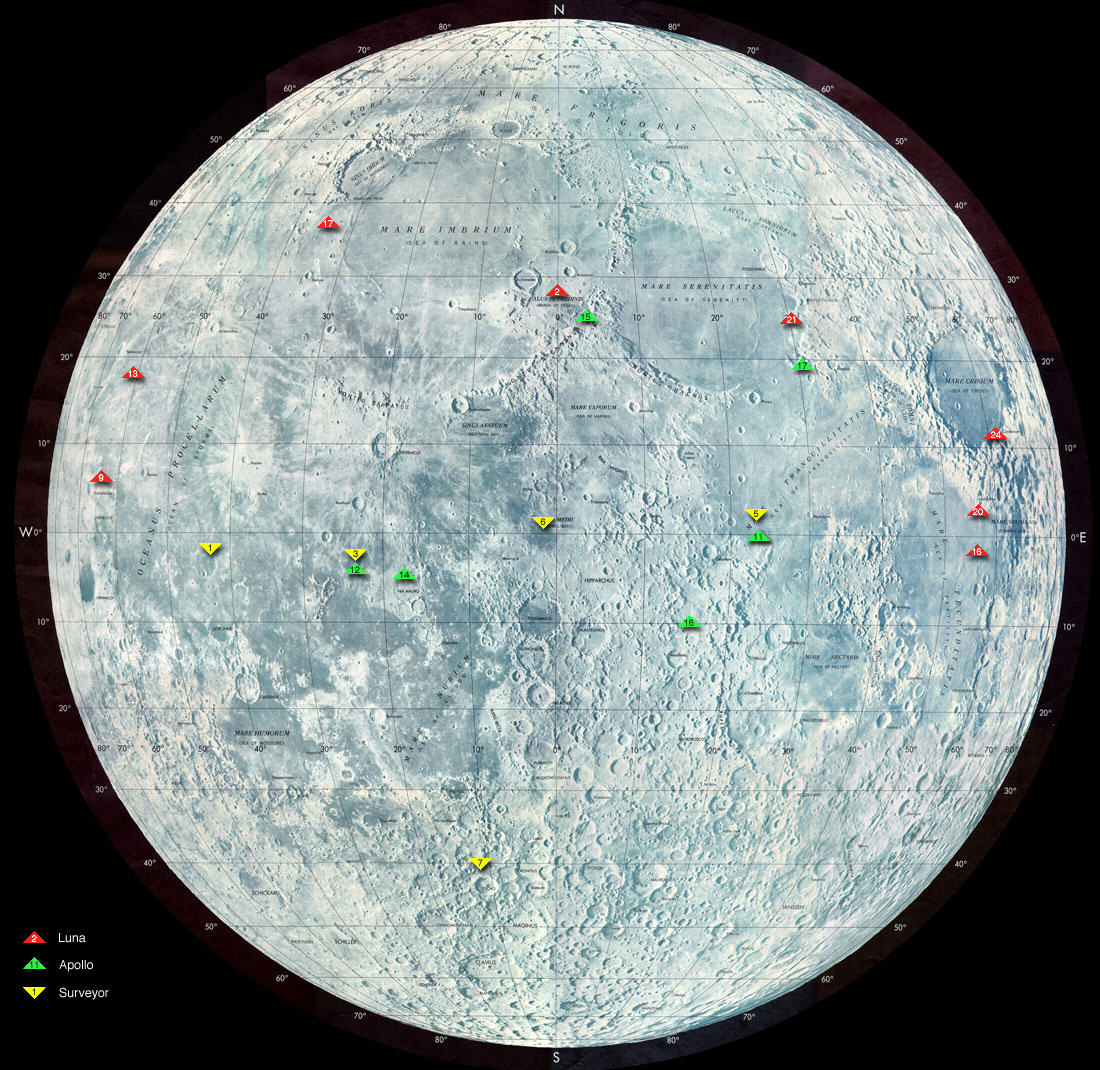
Platser för Surveyoruppdragen på månen.

Totalt genomfördes sju uppdrag, fem av dem var framgångsrika. Surveyor 2 och 4 misslyckades. Var och en bestod av en obemannad rymdfarkost, designad och byggd av Hughes Aircraft Company. 
- Surveyor 1 - Uppskickad den 30 maj 1966 landade på Oceanus Procellarum den 2 juni 1966
- Surveyor 2 - Uppskickad den 20 september 1966, kraschade nära Kopernikuskratern den 23 september 1966
- Surveyor 3 - Uppskickad den 17 april 1967, landade på Oceanus Procellarum den 20 april 1967
- Surveyor 4 - Uppskickad den 14 juli 1967, kraschade på Sinus Medii 17 juli 1967.
- Surveyor 5 - Uppskickad den 3 september 1967, landade på Mare Tranquillitatis den 11 september 1967
- Surveyor 6 - Uppskickad den 7 november 1967, landade på Sinus Medii den 10 november 1967
- Surveyor 7 - Uppskickad den 7 januari 1968, landade nära Tychokratern den 10 januari 1968

Surveyor 6 var den första rymdfarkost som lyfte från månens yta när den förflyttade sig 2,5 meter från dess ursprungliga landningsplats. Apollo 12 landade inom gångavstånd från Surveyor 3:s landningsplats.

## Rymdkapplöpning
Vid tidpunkten för Surveyoruppdragen var USA inblandad i en intensiv rymdkapplöpning med Sovjetunionen. Landningen av Surveyor 1 i juni 1966 skedde bara fyra månader efter att Sovjets rymdfarkost Luna 9 landade i februari samma år, vilket visar hur de båda rymdprogrammen hade kommit ungefär lika långt vid den tidpunkten.